# Heido Vitsur

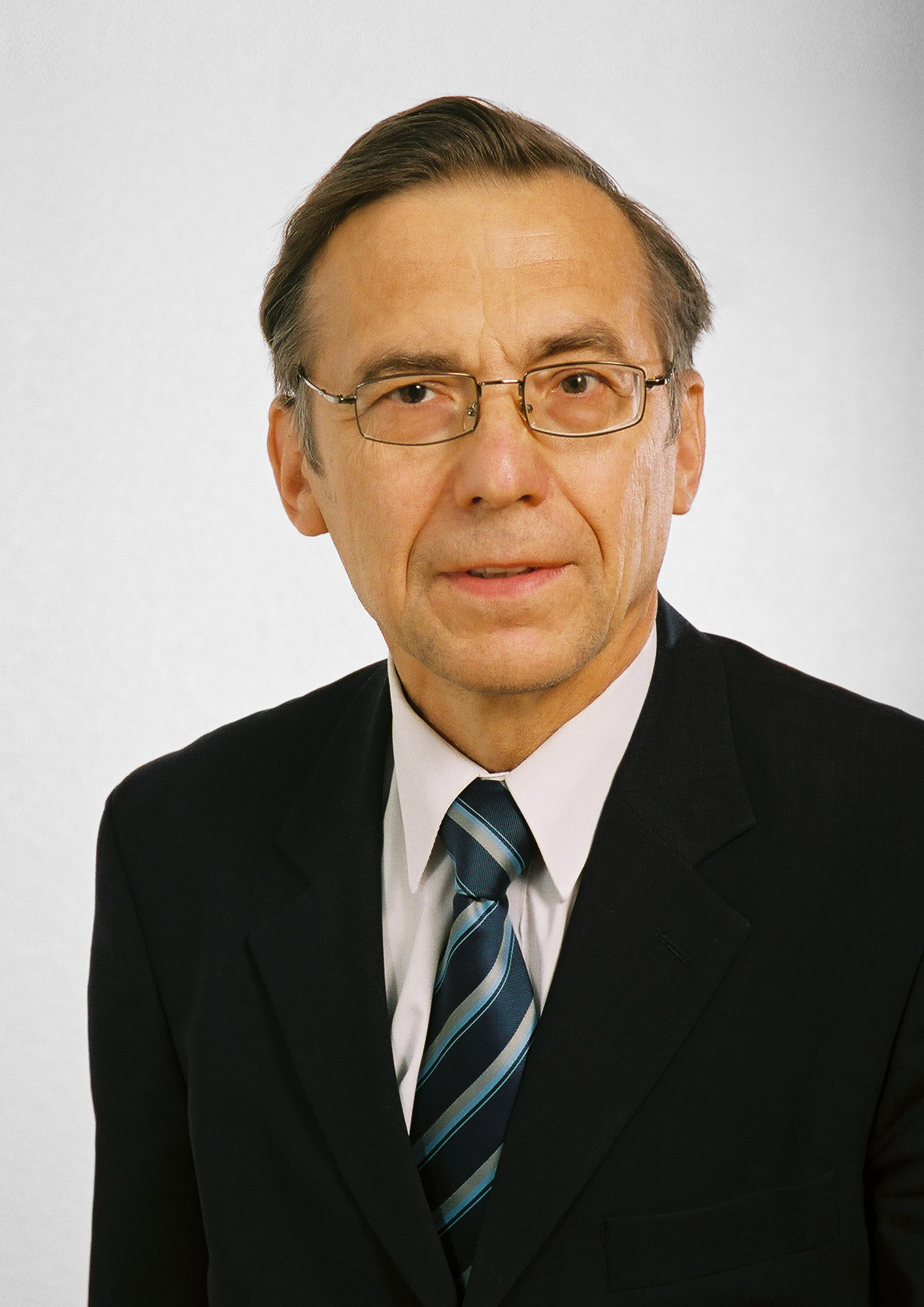
Heido Vitsur (2005)

Heido Vitsur (* 8. März 1944 in Võru) ist ein estnischer Wirtschaftswissenschaftler und ehemaliger Politiker. Von Januar bis Juni 1992 war Vitsur Wirtschaftsminister der Republik Estland in der kurzlebigen Regierung von Ministerpräsident Tiit Vähi.

## Leben, Wirtschaft, Politik
Heido Vitsur studierte zunächst Mathematik, dann Wirtschaftswissenschaft an der Staatlichen Universität Tartu. Ein weiterer Studienweg führte ihn im Fach Kybernetik an die Lomonossow-Universität Moskau.
In der Zeit von Glasnost und Perestroika ab Mitte der 1980er Jahre trat er als Verfechter der Marktwirtschaft und von grundlegenden demokratischen Wirtschaftsreformen auf. Vitsur machte sich vor allem einen Namen als Berater des estnischen Wirtschaftsminister (und späteren Ministerpräsidenten, Tallinner Bürgermeisters und langjährigen Vorsitzenden der Estnische Zentrumspartei (Eesti Keskerakond)) Edgar Savisaar.
Vom 30. Januar bis zum 8. Juni 1992 war Heido Vitsur Wirtschaftsminister der Republik Estland in der (Übergangs-)Regierung unter dem parteilosen Ministerpräsidenten Tiit Vähi. Bei den ersten freien Wahlen unter der neuen demokratischen Verfassung Estlands nach Loslösung von der Sowjetunion im September 1992 wurde Heido Vitsur ins estnische Parlament (Riigikogu) gewählt. Er gehörte der kurzlebigen parlamentarischen Gruppe der Freien Demokraten (Vabad Demokraadid) an. Im April 2000 trat er der Estnische Zentrumspartei (Eesti Keskerakond) bei.
Von 2007 bis 2012 war Heido Vitsur als Wirtschaftsexperte am öffentlich-rechtlichen estnischen Entwicklungsfonds (Eesti Arengufond) beschäftigt. Im Oktober 2012 nahm er seine Tätigkeit für das estnische Kreditinstitut LHV Pank auf. Von 2016 bis 2021 war er wirtschaftspolitischer Berater der estnischen Staatspräsidentin Kersti Kaljulaid. Derzeit ist er erneut als Analyst bei der LHV Pank tätig.